# Styposis lutea
Styposis lutea är en spindelart som först beskrevs av Alexander Petrunkevitch 1930.  Styposis lutea ingår i släktet Styposis och familjen klotspindlar.
Artens utbredningsområde är Puerto Rico. Inga underarter finns listade i Catalogue of Life.